# Telenești (distrikt)
Telenești ( moldaviska: Raionul Telenești) är ett distrikt i Moldavien. Det ligger i den centrala delen av landet. Antalet invånare är 68 461. Arean är 849 kvadratkilometer.
Administrativ huvudort är Telenești. Andra samhällen i distriktet är Dubăsari, Camenca, Dnestrovsc och Grigoriopol.